# Palazzo De Felice
Der Palazzo De Felice ist die Ruine eines Palastes am Nordufer des Flusses Pescara im Zentrum der Gemeinde Rosciano in der Provinz Pescara.

## Geschichte

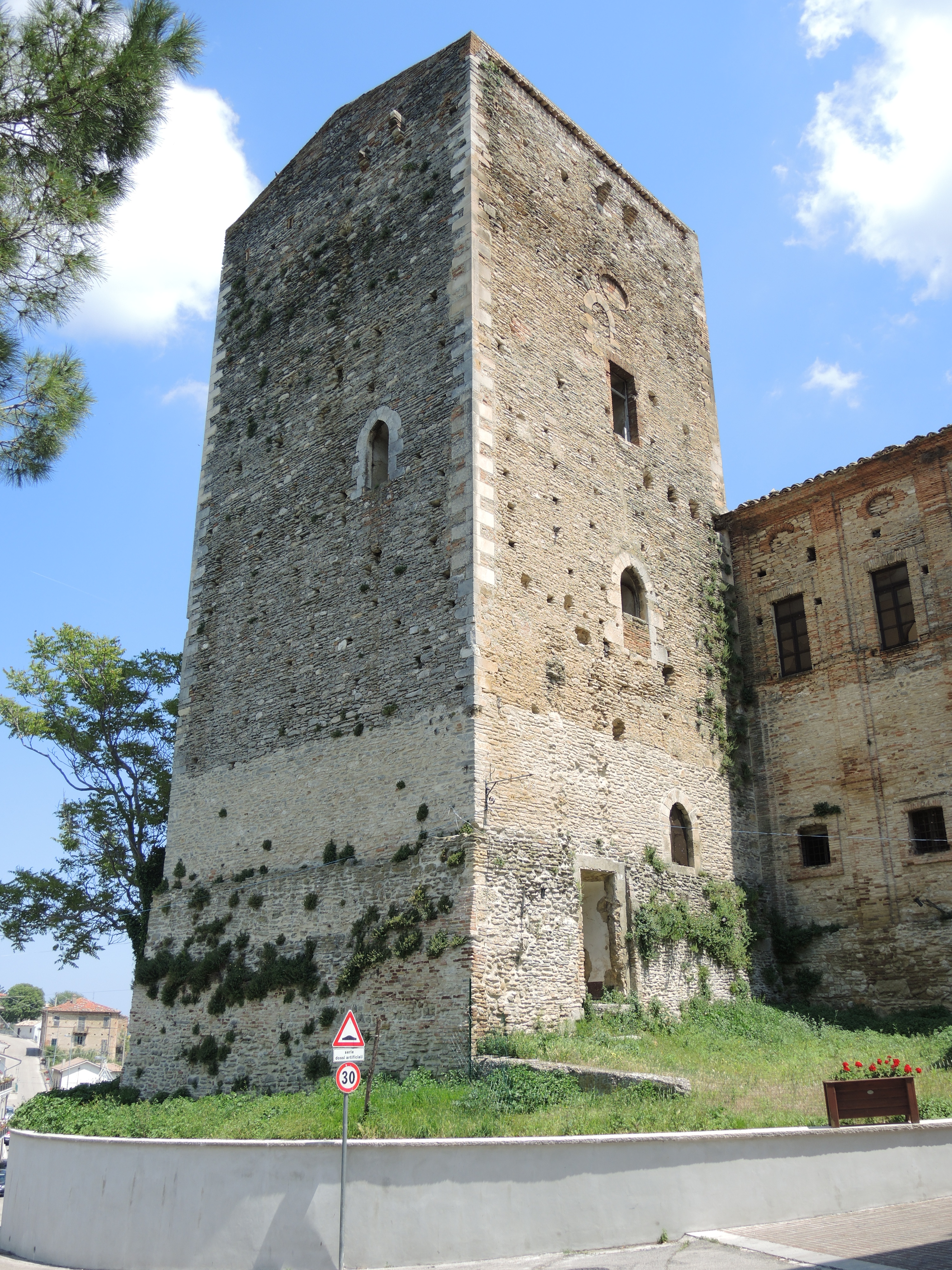
Der Turm

Der älteste Teil des Palastes besteht aus einem großen Turm mit quadratischem Grundriss, um den sich ringförmig das Dorf entwickelt hat. Der Turm, der vermutlich aus dem 13. Jahrhundert stammt, muss die Funktion eines Wach- und Verteidigungsturmes gehabt haben. In den folgenden Jahrhunderten wurde er mehrmals umgebaut und neu verkleidet, insbesondere, als der Palast der Felice di Casale angebaut wurde.
Heute sind der Turm und der Palast in Besitz der Gemeinde Rosciano und in seinem Inneren soll ein Museum für die Tradition der Arbëresh untergebracht werden, denn in Rosciano gibt es eine albanische Gemeinschaft, die sich im 18. Jahrhundert dort gebildet hat, wie auch byzantinische Kirche von Villa Badessa zeigt.

## Beschreibung
Die beiden Spitzbogenfenster in den Mauern des Turmes weisen auf dessen mittelalterlichen Ursprung hin.
An den Turm ist ein Palast mit rechteckigem Grundriss angebaut. Er hat zwei Stockwerke und der Turm ist integriert.
Derzeit ist der Palast eine Ruine, aber es wurden gerade Umbauarbeiten begonnen.